# Shimon ben Shetah
Shimon ben Shetah est un maître pharisien et un nassi du Sanhédrin pendant la période du Second Temple au Ier siècle av. J.-C.. Avec Juda ben Tabbaï, il forme la troisième « paire » de la période des Zougot.
Il doit à plusieurs occasions affronter le roi Alexandre Jannée, hostile aux Pharisiens, mais il se réconcilie avec lui sous l'influence de la reine Salomé Alexandra. Sa mémoire est attestée dans plusieurs légendes rabbiniques, où il est considéré comme le frère de la reine.